# Quartier Sainte-Marguerite

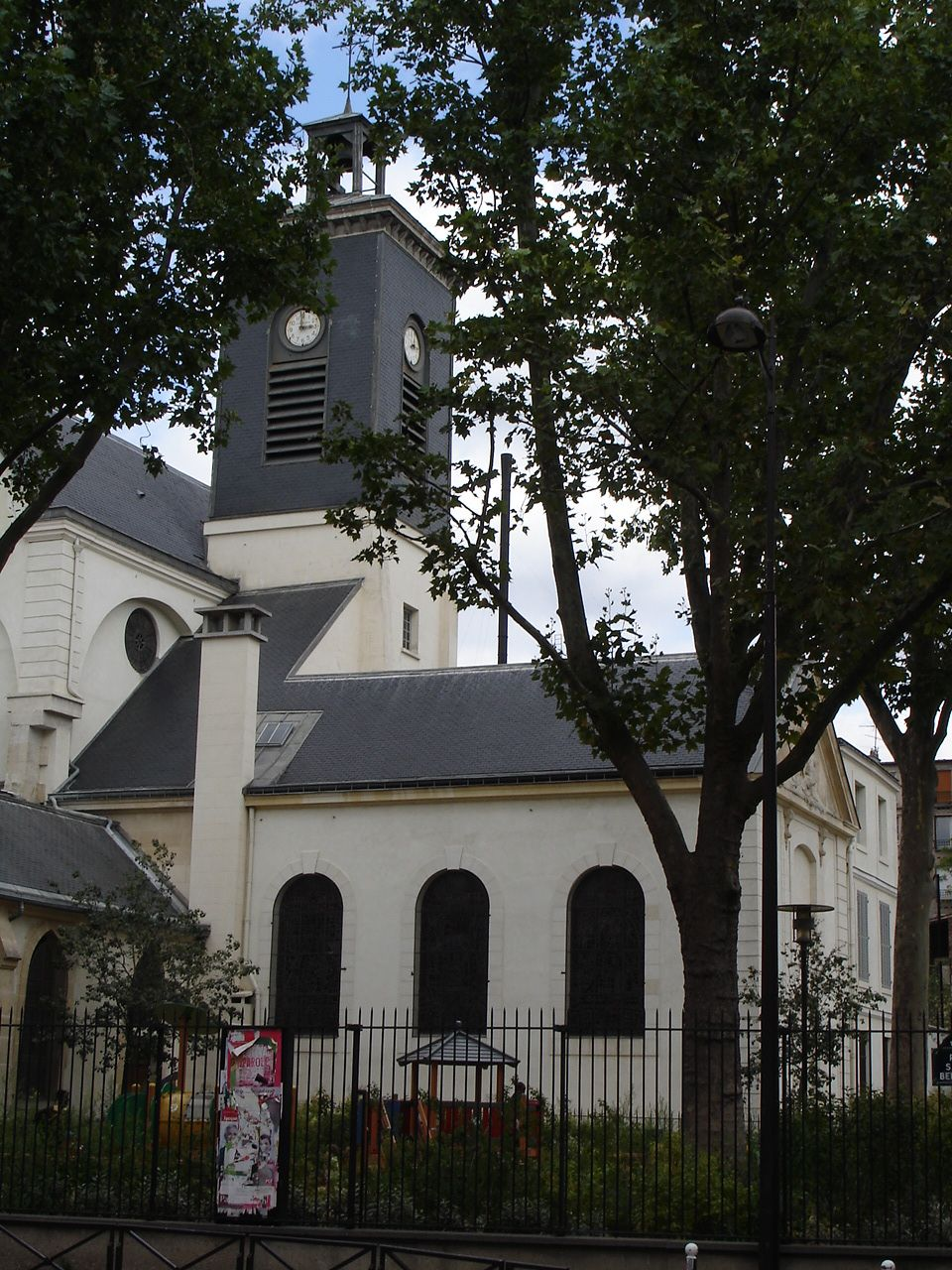
kostel Sainte-Marguerite

Quartier Sainte-Marguerite (čtvrť Svaté Markéty) je 44. administrativní čtvrť v Paříži, která je součástí 11. městského obvodu. Má rozlohu 93 ha a tvar trojúhelníku, jehož strany tvoří ulice Rue du Faubourg Saint-Antoine na jihu, Rue de Charonne na severu a Boulevard de Charonne na východě.
Čtvrť nese jméno zdejšího kostela svaté Markéty.

## Vývoj počtu obyvatel
| Rok sčítání | Počet obyvatel | Hustota zalidnění (ob./km²) |
| ----------- | -------------- | --------------------------- |
| 1954        | 45 725         | 49 167                      |
| 1962        | 45 425         | 48 844                      |
| 1968        | 43 435         | 46 704                      |
| 1975        | 40 790         | 43 860                      |
| 1982        | 36 508         | 39 256                      |
| 1990        | 36 950         | 39 731                      |
| 1999        | 36 476         | 39 222                      |